# Feldbach, Haut-Rhin
Feldbach är en kommun i departementet Haut-Rhin i regionen Grand Est (tidigare regionen Alsace) i nordöstra Frankrike. Kommunen ligger i kantonen Hirsingue som tillhör arrondissementet Altkirch. År 2022 hade Feldbach 469 invånare.

## Befolkningsutveckling
Antalet invånare i kommunen Feldbach
| Referens: INSEE |